# Wiimmfi

Schermata di Mario Kart Wii durante il collegamento a Wiimmfi

Wiimmfi è un servizio online progettato per sostituire la Nintendo Wi-Fi Connection, che è stata chiusa da Nintendo il 20 maggio 2014.
Il servizio consente ai giocatori di continuare a utilizzare le funzionalità online dei giochi per Nintendo DS e Wii tramite server alternativi. Grazie a Wiimmfi, è possibile accedere al multiplayer di titoli noti come Mario Kart Wii, Super Smash Bros. Brawl e altri giochi popolari, mantenendo attiva l’esperienza di gioco online.

## Storia
La Nintendo Wi-Fi Connection, il servizio online per Nintendo DS e Wii, venne chiusa il 20 maggio 2014. Tale decisione fu presa in seguito alla scelta di Glu Mobile, proprietaria di GameSpy Technologies, di interrompere il supporto ai server multiplayer di GameSpy entro il 31 maggio dello stesso anno. Nintendo, che utilizzava GameSpy per la gestione del servizio, optò per non adottare una nuova piattaforma, giustificando la scelta con l’obsolescenza delle console e dei giochi coinvolti.
Nel 2012, Wiimm, un appassionato di Mario Kart Wii proveniente da Dortmund, in Germania, iniziò a studiare il traffico di rete del gioco, anticipando la possibilità di una futura interruzione del servizio. Durante queste analisi, sviluppò uno strumento chiamato mkw-ana, un software in grado di analizzare il protocollo di rete e fornire dettagli utili per la comprensione del funzionamento del gioco online. Per perfezionare lo strumento, registrò numerose sessioni di gioco, preparandosi così a creare un’alternativa nel caso di chiusura dei server ufficiali.
Quando Nintendo annunciò la fine del servizio nel 2014, Wiimm e Leseratte avviarono un progetto per sviluppare un server alternativo, noto inizialmente come Wii-Server-Project e successivamente rinominato Wiimmfi-Projekt. Grazie agli strumenti già realizzati e ai dati raccolti, il team riuscì a rendere disponibile un server sostitutivo entro maggio 2014, permettendo ai giocatori di continuare a sfruttare il multiplayer online.
Nel tempo, Wiimmfi ha ampliato il suo supporto a numerosi giochi, costruendo una solida comunità di utenti che mantiene vivo il multiplayer per Wii e DS anche dopo la chiusura ufficiale del servizio.

### Implementazione
Il server Wiimmfi è stato inizialmente sviluppato utilizzando il linguaggio di programmazione PHP per consentire una rapida realizzazione del progetto. Tuttavia, per migliorare le prestazioni e affrontare problemi tecnici emersi durante le prime fasi di sviluppo, si è deciso di migrare il codice a C e C++.

## Funzionalità
Wiimmfi permette ai giocatori di collegarsi a server online per giocare in modalità multiplayer ai titoli precedentemente supportati dalla Nintendo Wi-Fi Connection.
Tra le principali funzionalità offerte dal servizio vi sono:  
- Supporto per oltre 300 giochi per Wii e DS.[11]
- Classifiche online e statistiche dettagliate per numerosi titoli.
- Eventi periodici organizzati dalla comunità.

### Supporto ai giochi
Wiimmfi supporta una vasta gamma di giochi, tra cui titoli particolarmente popolari come:  
- Mario Kart Wii
- Super Smash Bros. Brawl
- Animal Crossing: Let's Go to the City
- Pokémon Battle Revolution
- Inazuma Eleven GO Strikers 2013

Wiimmfi è accessibile anche tramite Dolphin, un emulatore open-source per Wii e GameCube. Per connettersi ai server Wiimmfi utilizzando Dolphin, è necessario importare un backup NAND da una console Wii o Wii U reale.

## CTGP Revolution
CTGP Revolution è una mod per Mario Kart Wii che introduce nuovi circuiti, modalità di gioco e miglioramenti, ampliando l'esperienza originale.
Sviluppata nel 2010 da MrBean35000vr e Chadderz, la mod include piste create dai fan e opzioni aggiuntive.
CTGP Revolution è compatibile con Wiimmfi, consentendo ai giocatori di partecipare a partite online tramite server alternativi. Inoltre, la mod ha reso Mario Kart Wii particolarmente popolare nella scena competitiva grazie alle Mogi Lounge, piattaforme organizzate dove i giocatori possono partecipare a tornei strutturati. Le Mogi Lounge utilizzano un sistema di matchmaking basato su ranking, che abbina i giocatori a competizioni equilibrate, spesso coordinate tramite Discord.

## Popolarità e utilizzo
Sin dalla sua creazione, Wiimmfi ha registrato una crescita costante nella base di utenti, con migliaia di giocatori che si collegano quotidianamente per partecipare a partite multiplayer.
La piattaforma si è affermata come un punto di riferimento per la comunità di giocatori nostalgici e per coloro che desiderano continuare a utilizzare le funzionalità online dei propri titoli preferiti.